# Abdullah Öcalan
Abdullah Öcalan   (Ömerli, 4 d'abril de 1949) és un pres polític i escriptor kurd, a més del president del Partit dels Treballadors del Kurdistan (PKK). Des de l'any 1999, es troba condemnat a cadena perpètua en situació d'aïllament acusat pels càrrecs de «terrorisme» i «separatisme armat» per l'Estat turc.

## Biografia
Öcalan va néixer a Ömerli, un poblat a Halfeti, a la província de Şanlıurfa, al sud-est de Turquia. Va deixar el poble en finalitzar el col·legi secundari i va estudiar Ciències Polítiques a la Universitat d'Ankara.
En un moment en què l'idioma, els costums i inclòsla manera de vestir estaven prohibits, es va convertir en membre actiu de les associacions culturals democràtiques kurdes. El 1978 es va fundar clandestinament el Partit dels Treballadors del Kurdistan i en va ser elegit líder, i en 1979, poc abans del Cop d'estat del 1980 a Turquia, va exiliar-se a Kobanê. Entre 1980 i 1982 va consolidar el PKK tant en l'aspecte militar com en l'ideològic. En 1982, el segon congrés del PKK va prendre la decisió de tornar al Kurdistan, i fins al 1984, gran part de los quadres del PKK van anar tornant, mentre va fer que es comencés l'entrenament militar i estudis ideològics als camps de revolucionaris palestins al Líban, i el 15 d'agost de 1984 combatents del PKK en Eruh i Şemdinli, que passarien a anomenar-se Hêzên Rizgariya Kurdistan van iniciar la lluita armada.
Öcalan ha defensat una solució política al conflicte des de l'alto el foc del Partit dels Treballadors del Kurdistan de 1993. Fins a 1998, Síria va protegir Öcalan, però després, a causa de pressions turques, el va expulsar del seu territori. El líder kurd es va exiliar a Rússia i des d'allí va viatjar a diversos països, incloent Itàlia i Grècia. El 1998, Turquia va demanar a Itàlia l'extradició d'Öcalan. Öcalan va ser finalment capturat a Nairobi el 15 de febrer de 1999 per agents turcs en col·laboració amb la CIA i el Mossad, i traslladat a Turquia per a enfrontar un judici.
Des de llavors, Öcalan, condemnat primer a mort i després a cadena perpètua, el 1999 (quan la pena capital va ser abolida a Turquia), és mantingut en règim d'aïllament a l'illa d'Imralı, al Mar de Màrmara, on durant molts anys ha estat l'únic convicte. Un aïllament que li prohibeix la correspondència escrita, els missatges o les trucades amb qualsevol persona. Fins a 780 recursos d'apel·lació dels seus advocats per a visitar-lo han estat denegats pels tribunals turcs. Una situació inèdita a la història de Turquia que, segons juristes i advocats, que suposa una greu violació del Conveni europeu de drets humans i que, pel moviment kurd, representa en paral·lel un càstig col·lectiu i un enquistament del conflicte turco-kurd.

### Per una solució pacífica i democràtica al Kurdistan
El 28 de setembre de 2006, Öcalan va demanar als membres del Partit dels Treballadors de Kurdistan (PKK) que cessessin la lluita armada tret que «siguem amenaçats per una destrucció total». A principis de l'any 2007 l'estat de salut d'Öcalan va empitjorar. Els seus advocats van indicar que era molt possible que Öcalan hagués estat enverinat amb un material radioactiu, ja que els seus índexs d'estronci i crom es van mostrar exageradament alts en una anàlisi realitzada.
El 2009 el govern de Recep Tayyip Erdoğan va anunciar l'Obertura Democràtica per donar solució política al conflicte, que va acabar bruscament l'any 2011 per crisis polítiques i falta de compromís. El procés va recuperar-se a finals de 2012 quan el Govern va anunciar el procés Imrali (en referència a l'illa presó d'Ocalan), un nou procés de pau més públic, més seriós i més formal, basat en converses amb el PKK i la implementació de reformes per garantir la democratització i el reconeixement dels drets culturals i polítics kurds. El 21 de març de 2013 en l'any nou kurd, Öcalan des de la presó va anunciar un alto-el foc del PKK. Després de la derrota del Partit de la Justícia i el Desenvolupament (AKP) i l'ascens de l'oposició socialdemòcrata pro-kurda del Partit Democràtic del Poble (HDP) a les eleccions de 2015 i un atac kurd a Ceylanpınar, Erdoğan va decidir que el procés de pau amb el PKK havia acabat i va donar suport a la revocació de la immunitat parlamentària dels parlamentaris de l'HDP. L'enfrontament violent es va reprendre principalment al sud-est de Turquia, i va provocar un gran nombre de morts i diverses operacions externes per part de l'exèrcit turc. Els representants i electes de l'HDP han estat sistemàticament arrestats, destituïts i substituïts als càrrecs.
Una Marxa Internacionalista per la llibertat d'Abdullah Öcalan recorre Alemanya cada any per a exigir-ne l'alliberament. La marxa agrupa altres demandes com un estatus polític per al Kurdistan, la fi de la col·laboració de les potències europees amb les agressions contra el poble kurd, la investigació de presumptes atacs químics contra la guerrilla i la retirada del PKK de la llista d'organitzacions terroristes de la Unió Europea.
L'octubre de 2024 Devlet Bahçeli, líder del Partit del Moviment Nacionalista, admetent que la lluita armada va tenir lloc quan les alternatives democràtiques es van tancar, va suggerir oferir a Öcalan la llibertat condicional si renunciava a la violència i dissolia el PKK, i el PKK va declarar l'1 de març de 2025 un alto el foc amb Turquia, després de la crida del seu líder empresonat, Abdullah Öcalan, per desarmar-se i dissoldre's.

## Llibres
«Abdüllah Öcalan: Orígens de la Civilització».  Descontrol Editorial, 09-02-2022. [Consulta: 9 febrer 2022].
«Abdüllah Öcalan: Civilització Capitalista».  Descontrol Editorial, 09-02-2022. [Consulta: 9 febrer 2022].